# 아시하라바시역
아시하라바시역(일본어: 芦原橋駅, あしはらばしえき 아시하라바시에키[*])은 일본 오사카부 오사카시 나니와구에 위치한 서일본 여객철도의 역이다.

## 역 구조
상대식 승강장으로 2면 2선의 고가역이다. 개찰구는 남북으로 2개소가 있다.
어번 네트워크 구역의 일부로 이코카·J스루 카드의 이용이 가능하며, 서일본 여객철도의 특정도구시내제에서 '오사카 시내'에 속한다.
1번 승강장 끝 부분에 엘리베이터가 설치되어 있다.

### 승강장
| 1 | ■ 오사카 순환선 | 내선 순환 | 신이마미야 · 덴노지 방면 |
| 2 | ■ 오사카 순환선 | 외선 순환 | 니시쿠조 · 오사카 방면   |

## 역사
- 1966년 4월 1일: 오사카 순환선의 다이쇼 ~ 신이마미야 간에 국철의 역으로써 신설 개업.
- 1987년 4월 1일: 민영화에 의해 서일본 여객철도의 소속이 되었다.
- 2003년 11월 1일: 이코카의 사용이 개시되었다.

## 인접정차역
| 서일본 여객철도 오사카 순환선 | 서일본 여객철도 오사카 순환선              | 서일본 여객철도 오사카 순환선 |
| ----------------------------- | ------------------------------------------ | ----------------------------- |
| 다이쇼 외선 순환              | ■ 오사카 순환선 직통쾌속 · 구간쾌속 · 보통 | 이마미야 내선 순환            |